# John Brockman

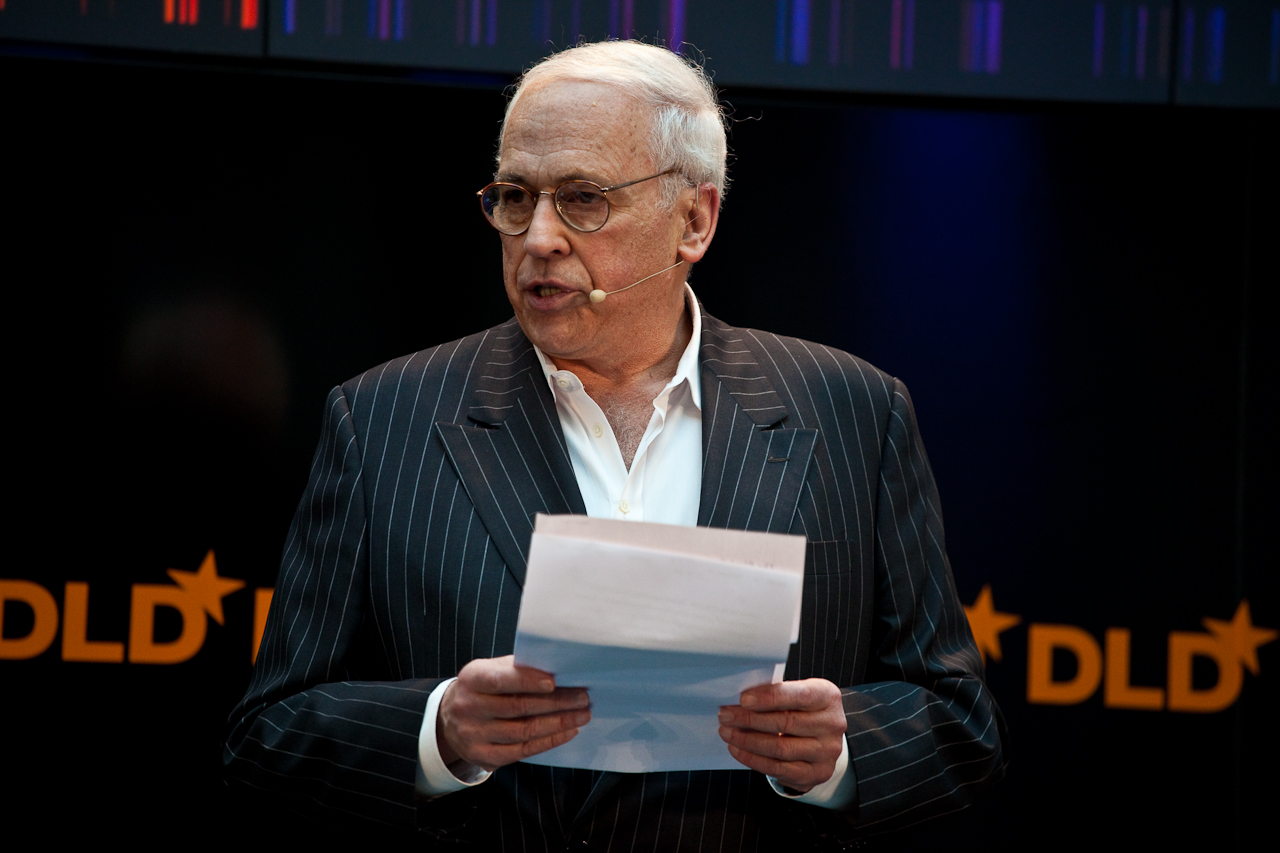
John Brockman

John Brockman (Boston, Estados Unidos, 1941) es un empresario cultural con una amplia trayectoria en el campo del arte, la ciencia, los libros, el software e Internet. En 1960 sentó las bases de los «entornos cinéticos intermedia» aplicables al arte, al teatro y a los negocios mientras asesoraba a General Electric, Columbia Pictures, el Pentágono, la Casa Blanca... En 1973 creó su propia agencia literaria y de software. Es fundador de Fundación Edge y editor de Edge, aclamada página web donde los pensadores más destacados, líderes de lo que él llama «Tercera Cultura», analizan la ciencia más vanguardista. 
Es autor y editor de varios libros, entre ellos: La tercera cultura (1995); The greatest inventions of the past 2000 years (2000); Los próximos cincuenta años (2002) y The new humanists (2003). 
Goza del privilegio de haber aparecido en la primera página del Science Times (1997) y del Arts & Leisure (1966), ambos suplementos del New York Times. 